# Rocco & Sjuul
Rocco & Sjuul is een Nederlandse komische dramafilm uit 2023 geregisseerd door Anna van der Heide. De film ging op 16 november 2023 in première.

## Verhaal
De film volgt oma Sjuul die mantelzorgster van haar man is die erg achteruit gaat en in een tehuis komt te zitten. Haar leven gaat haar gangetje totdat ze plotseling haar jeugdliefde tegen het lijf loopt; de avontuurlijke en flamboyante Rocco, die vroeger haar danspartner was. Na deze ontmoeting begint de liefde tussen hen weer op te bloeien, dit zorgt vervolgens voor onenigheid in beide families.

## Rolverdeling
| acteur              | personage           |
| ------------------- | ------------------- |
| Beppie Melissen     | Sjuul               |
| Sabri Saad El Hamus | Rocco               |
| Anniek Pheifer      | Marja               |
| Jules Croiset       | Walther             |
| Ingeborg Elzevier   | Door                |
| Nazmiye Oral        | Selma               |
| Johanna Hagen       | Sas                 |
| Casper Fillipini    | Timo                |
| Mamoun Elyounoussi  | Domenico Fathi      |
| Pim Vosmaer         | Wesley              |
| Cécilia Vos         | Melissa             |
| Mingus Claessen     | Bob                 |
| Tamara Markus       | gipsverpleegkundige |
| Amin Angoud         | kennis van Rocco    |

## Achtergrond
De film werd geregisseerd door Anna van der Heide en geproduceerd door Maaike Benschop, Burny Bos en Petra Goedings, namens productiebedrijven Phanta Film en BosBros in coproductie met Omroep MAX. De opnamen van de film gingen van start in september 2022 en vonden onder meer plaats in Rotterdam, Scheveningen, Noordwijk en Egmond aan Zee.
Rocco & Sjuul ging vervolgens op 16 november 2023 in première.